# عضلة مثنية قصيرة للأصابع
العَضَلَةُ المُثنِيَة القَصيرَة للأَصَابِع  (بالإنجليزية: Flexor Digitorum Brevis muscle )، هي عضلة من عَضلات الطَرف السُفلي لِجسم الإنسان .

## المَنشأ
تَنشأ العَضلة من الحُديبة الوُسطى (الإِنْسِيّة) لِعظم العَقِب.

## المَغرس
تَنغرس هذهـ العَضلة في السَلاميات الوُسطى لأصابع القَدم (باستثناء إصبع القَدم الكَبير).

## العَصب
يَتصل بِها العَصَب الأَخمَصِي الإِنسِي.

## الحَركة
تَعمل بِشكل أَساسي على ثَني المَفصل المِشطِي السُلامِي  والمَفصل بَينَ السُّلاَمَيَات  لأصابع القَدم (باستثناء إصبع القَدم الكَبير).

## معرض صور

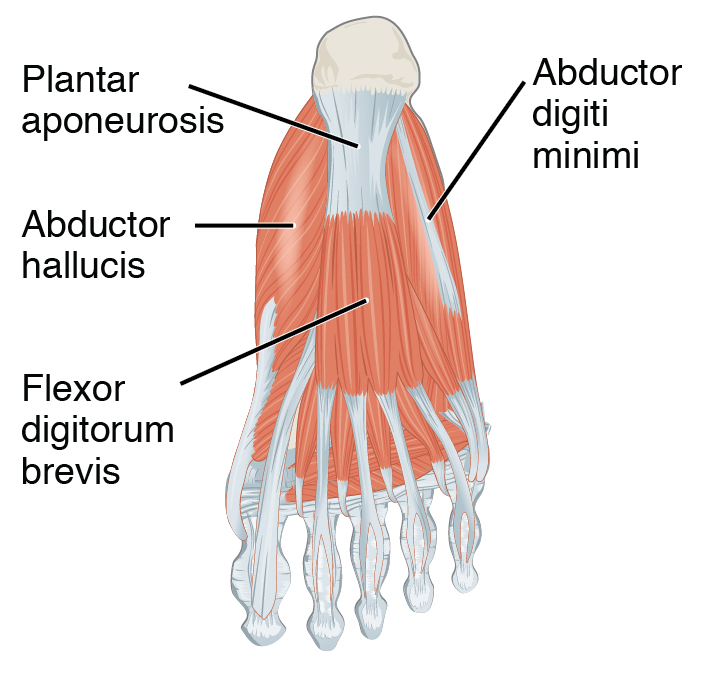
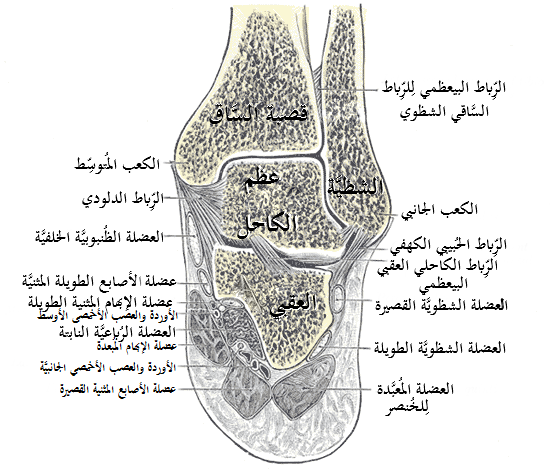
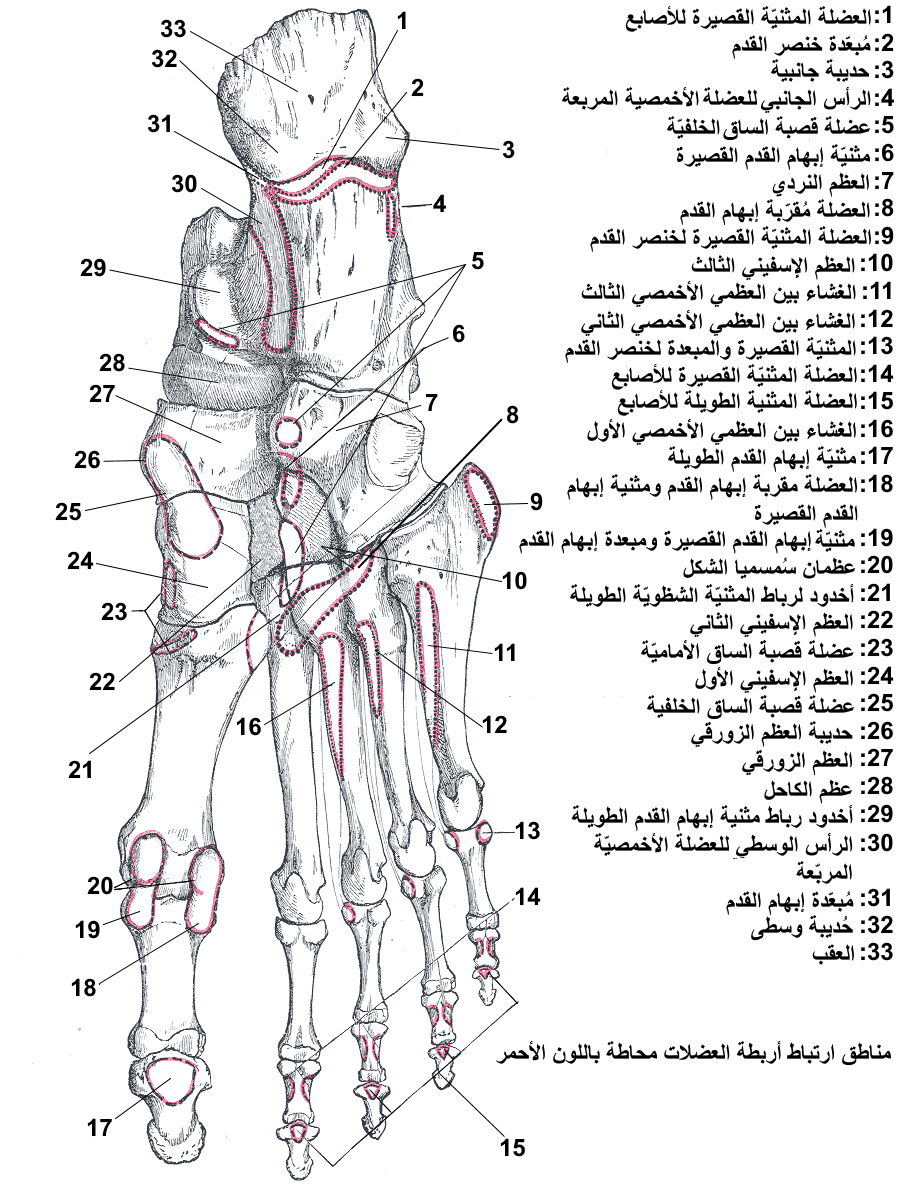

## المَراجع
1. Lower Limb Anatomy Part IIB, Alexandria University Faculty of Medicine,1st year, page.89